# Legna Verdecia
Legna Verdecia, född den 29 oktober 1972 i Granma, Kuba, är en kubansk judoutövare.
Hon tog OS-brons i damernas halv lättvikt i samband med de olympiska judotävlingarna 1996 i Atlanta.
Hon tog OS-guld i samma viktklass i samband med de olympiska judotävlingarna 2000 i Sydney.